# Духовна культура
Духовна культура — складова культура, що охоплює  науку і релігію.
Концепцію духовної культури підтримують перш за все діячі мистецтва та значна частина філософів, що наполягають на осібній та особливій ролі мистецтва та філософії та частково заперечують включення науки (не кажучи вже про інженерію) до складу культури.
Елементами духовної культури є: звичаї, норми, цінності, знання, інформація, значення.

## Сфери духовної культури
Духовна культура постає, як система сфер, що взаємодіють між собою і складають єдине ціле.
- Наука прагне здобути істину — істину факту і системи фактів про об'єктивну дійсність, людину та її свідомість; іноді її відділяють від культури в окреме явище духовного світу людини й суспільства.

- Мистецтво виникає як носій визначень та змісту краси. Мистецтво своїми засобами доповнює науку, відкриває свою істину — істину прекрасного, виявляє світ із боку ознак гармонії, емоційного напруження буття, дає цілісно-чуттєву, образну картину світу й людини.

- Філософія специфічним чином торкається проблем краси, істини і добра. Філософія є всебічною і загальною формою культури, квінтесенцією духовної культури.

- У сфері релігії традиційно перебувають проблеми добра і зла.

Поняття духовної культури включає всі галузі духовної сфери; показує соціально-політичні процеси, що відбуваються в суспільстві. Стародавні греки сформулювали класичну тріаду духовної культури людства: істина, добро, краса. Відповідно були виділені три найважливіших ціннісних абсолюти людської духовності: теоретизм, етизм, естетизм.
До неї відносять продукти духовної діяльності людини, які існують переважно в ідеальному вигляді: поняття, уявлення, вірування, почуття і переживання, доступні свідомості і розумінню всіх людей. Духовна культура створює особливий світ цінностей, формує і задовольняє наші інтелектуальні та емоційні потреби. Духовна культура — це продукт суспільного розвитку, її основне призначення полягає у продукуванні свідомості.
Завдяки закріпленню в знаках, символах, організаційних формах, комп'ютерній техніці, духовна культура стає відносно самостійною від свого творця, людини. У ній об'єктивуються і виділяються особливі сфери духовної творчості. Духовне і духовно-практичне освоєння всієї реальності оформлюється в філософії, мистецтві, різноманітних науках. Духовно-практичне освоєння (включаючи регулювання) суспільного життя здійснюється в політиці, праві, моралі. Універсальні духовні функції, як світоглядні, так і нормативно-регулятивні, виконують міф і релігія. У майбутньому, можливо, відбудуться революційні зміни духовної культури у зв'язку з розвитком екологічної свідомості і освоєнням космосу.
Український вчений О. М. Костенко сформулював так звану натуралістичну концепцію «культури людини»: «Культура людини — це міра узгодженості волі і свідомості людини із законами Матері-Природи». Виходячи з принципу соціального натуралізму (що лежить в основі його «теорії трьох природ»), він вважає, що спеціальним видом культури людини є «соціальна культура людини» як міра узгодженості волі і свідомості людини із природними законами, за якими існує життя людей у суспільстві. Різновидами соціальної культури людини є політична культура людини, економічна культура людини, правова культура людини, моральна культура людини, релігійна культура людини тощо.

## Матеріальна та духовна культура
Поділ культури на матеріальну і духовну, одна з яких є продуктом матеріального, а інша духовного виробництва, здається самоочевидним. Ясно і те, що предмети матеріальної і духовної культури можна використовувати по-різному. Знаряддя праці і твори станкового живопису служать різним цілям. Так що функціональне розходження між матеріальною і духовною культурою дійсно існує. Але разом з тим і те й інше є культурою, що несе в собі матеріальне і духовне в їхній єдності. У матеріальній культурі укладене формуюче її духовний початок, оскільки вона завжди є втілення ідей, знань, цілей людини, що тільки і робить її культурою; продукти ж духовної культури завжди замасковані в матеріальну форму, тому що тільки в такий спосіб вони можуть бути об'єктовані і стати фактом громадського життя. Усе це дає підставу говорити про культуру як таку, незалежно від її розподілу на матеріальну і духовну. Матеріалістичний підхід до культури полягає не в розрізненні матеріальної і духовної культури, а у визнанні її органічного зв'язку з розвитком усього суспільства.

## Статті
1. ↑  Костенко О. М. Культура і закон — у протидії злу. — Київ: Атіка.- 2008. — 352 с.